# ميشال ألفتريادس
ميشال ألفتريادس (Μιχαηλ Ελευθεριαδης في اليوناني) سياسي وفنان ومنتج ورجل أعمال يوناني-لبناني ولد في 22 حزيران/يونيو 1970 في بيروت، لبنان. تمحورت أعماله بشكل خاص حول عالم الموسيقى والترفيه واشتهر بأسلوبه وابتكاراته الانتقائية وباعتقاداته وآرائه غير التقليدية.

## دراساته ولمحة عن حياته
ولد ميشال ألفتريادس من أم لبنانية وأب يوناني بيزنطي الأصل هو حفيد أخ القديس خريسوستوموس كلافاتيس، متروبوليت سميرنا، العامل الذي أدى إلى ثقافته المتعددة التي عززها بدوره من خلال الإقامة في بلدان مختلفة وهو يجيد تكلم أكثر من ست لغات. درس الفنون الجميلة والإعلان في مدينة نانت الفرنسية وحاز على شهادة ماجستير في التصميم التخطيطي وفنون الإعلام من الأكاديمية اللبنانية للفنون الجميلة.

## الموسيقى وعالم الاستعراضات
ألف ميشال ألفتريادس ولحن أكثر من 120 أغنية لفنانين أوروبيين وعرب بارزين مثل طوني حنا ودميس روسوس وجان جاك لافون ونهوند وحنين وإيل شاتو وغالفيز وخوسيه فيرنانديز، إضافة إلى أعمال جماعية شملت صابر الرباعي ومعين شريف ووديع الصافي ومحمد المازم، كما أنه رائد في مجال دمج الموسيقى العالمية. تعتبر ابتكاراته في الإنتاج والتنسيق الموسيقي من بين الاختبارات الموسيقية الأكثر نجاحاً في العالم العربي خلال العقد الأخير:
- حنين والفرقة الكوبية.
- وديع الصافي يغني مع خوسيه فيرنانديز.
- دميس روسوس وأوركسترا الجذور الشرقية.
- طوني حنا وفرقة الغجر اليوغسلافيين.

في العام 1999، أسس ميشال ألفتريادس «مهرجان بيبلوس الدولي ميديتيرانييو» وأداره من العام 1999 حتى العام 2003 كما عمل بالتعاون مع أبرز مهرجانات الشرق الأوسط. وفي العام 2004، ألف ولحن وأدار مسرحية موسيقية عنوانها «رحلة الأغاني الأربع» لتعرض في إطار أهم احتفال لفنون الأداء في العالم العربي وهو مهرجان بعلبك الدولي.
قام بإخراج وتنفيذ أكثر من 40 كليب موسيقي لفنانين مثل غالفيز ودميس روسوس وطوني حنا والأخوين شحاده وحنين والفرقة الكوبية وميشال ألفتريادس ونهاوند وتانيا صالح وخوسيه فيرنانديز وعبد الكريم الشعار، ويسرى وروم بختاليه... كما أخرج ونفذ أفلام وثائقية عن طوني حنا وعن حياة نهاوند.
ألفتريادس هو أيضاً مؤسس ومالك مشترك لعلامة «الف.ريكوردز» وهي علامة تابعة لـ«وارنر ميوزيك» أنتجت أكثر من 15 ألبوم منها:
- طوني حنا وفرقة الغجر اليوغسلافيين الذين يعزفون على آلات النفخ النحاسية
- طوني حنا وأوركسترا نويرستان الوطني
- منير الخولي – تنين الطرب
- حنين إي سون كوبانو – عربي-كوبي و10908
- خوسيه فيرنانديز - مخلوطة
- وديع الصافي يغني مع خوسيه فيرنانديز
- تانيا صالح
- الأخوين شحاده – جسر فوق المتوسط
- خوسيه غالفيز وأوركسترا نويرستان الوطني
- ألف – بيانو الشرق
- لوتاريس
- نهوند.
- ميشال ألفتريادس – الإمبراطور يغني

## الفنون الجميلة
يتمتع ميشال ألفتريادس بموهبة الرسم إذ عرضت لوحاته في عدد من المعارض الجماعية في فرنسا وألمانيا ولبنان. في العام 1995، عرضت أعماله خلال معرض خاص من صالون الفنانين المزخرفين
Salon des Artistes Décorateurs الذي نظم في الوسط التجاري لمدينة بيروت عوضاً عن موقعه الاعتيادي في القصر الكبير Grand Palais في باريس. أثارت إحدى لوحاته «حائط المبكى» (وهي تحفة فنية يبلغ حجمها 10×2 أمتار) الجدل والخلاف إلى حد أنها استلزمت حمايتها من قبل عناصر فريق الأمن. أما السبب الذي أدى إلى تخليه عن الرسم كلياً وعدم لمسه أي أداة رسم يبقى لغزاً.

## الضيافة والسياحة
في العام 2003، أسس ألفتريادس نادي الـ «موزيك هول» في بيروت وهو مسرح يحتوي على 800 مقعد متخصص في العروض الثقافية تكمن وراءه فكرة فريدة جعلت منه أحد أبرز أماكن السهر في لبنان والشرق الأوسط.

## المؤلفات
نظم ألفتريادس عدداً من الأشعار وألف كتابان منع واحد منهما في العالم العربي. في العام 1994، حرر لأكثر من سنة فقرة أسبوعية حول «الخواطر والأفكار المجنونة» في جريدة النهار، الجريدة الأولى في لبنان.

## الميول السياسية
انخرط الفتريادس بالنشاط السياسي منذ كان في الخامسة عشر من عمره، واتبع حين ذاك النضال في اليسار المتطرّف وضمن محيط معاد في «بيروت الشرقية» التي كانت تحت سيطرة المليشيات اليمينية المسيحية خلال الحرب الأهلية اللبنانية.
انضم بعدها إلى حركة رئيس الحكومة العسكرية الانتقالية العماد ميشال عون، وذلك ابتداء من سنة 1989. في 13 تشرين الأول/أكتوبر 1990 شنت القوات السورية، بإذن من الولايات المتحدة، هجوما مكثفاً على الجيش اللبناني هازمة العماد عون ومحتلة ما تبقى من الأراضي اللبنانية الحرة.
حينها سافر الفتريادس إلى فرنسا ليعود بعد أشهر ويؤسس، في عام 1991، الحركات الموحدة للمقاومة التي ترأسها حتى عام 1994، وهي مجموعة تحرير مسلحة سرية تقاوم احتلال لبنان من الجيوش الأجنبية. وقد نظمت إضرابات عامة شلت نشاط البلد والجامعات والمدارس... كانت الحركات الموحدة للمقاومة منظمة غير شرعية وتنجز نشاطاتها سرّاً.
اما مبادئها فهي:
- تحرير الأرض من كل الجيوش غير اللبنانية
- عدم الاعتراف باتفاق الطائف وخلفياته
- رفض الطائفية والإقطاعية السياسية
- محاربة العملاء والخونة
- الايمان بان الجيش اللبناني يبقى وحده الحل
- السعي إلى تحقيق عدالة اجتماعية
- احترام حقوق الإنسان

نجا الفتريادس من محاولتي اغتيال: الأولى بواسطة سيارة مفخخة والثانية في مكمن مسلح، مما دفعه اللجوء إلى فرنسا وكوبا بين عامي 1994 و1997.
عام 2005، نشط ميشال ألفتريادس في ثورة الأرز اللبنانية وشارك في شهر نيسان/أبريل، في تنظيم الحفلة الموسيقية الضخمة في إطار مهرجان الوحدة الوطنية في وسط مدينة بيروت مع مئات آلاف المواطنين المحتفلين باستقلال الـ2005. في شهر أيار/مايو من السنة عينها، شارك في الاحتفال بعودة العماد ميشال عون إلى لبنان بعد 15 سنة أمضاها في المنفى.

## «لن ندفع»
في 8 تشرين الأول/أكتوبر 2007 في ذكرى مرور اربعين عام على القبض على تشي غفارا، أطلق ألفتريادس في مؤتمر صحافي عقده في إحدى مطاعمه المقفل بسبب الحالة الاجتماعية الاقتصادية الخطيرة، حملة تمرّد تحت عنوان «لن ندفع مديونية لبنان الجائرة»، معلناً بالتزامن إطلاق جمعية «لن ندفع»، التي تنضوي تحت لواء الحملة. وتهدف حملة «لن ندفع» إلى الضغط على الدولة اللبنانية للعمل على مكافحة تزايد الدين العام اللبناني الذي بلغ 40 مليار دولار اميركي وهي المديونية الأعلى في العالم بحسب ما جاء في تقرير للـCIA. ويعتبر الهدف الأساسي للحملة الإضاءة، داخل لبنان وخارجه، على الواقع الظالم لهذه الديون حتى الوصول إلى غرضها النهائي وهو إلغاء/ابطال هذه الديون، علماً ان معظمها ترتب في التسعينات، وخصوصاً بين عامي 1993 و2005، وذلك في ظل حكومة أعطاها الثقة برلمان انتخبه 13 في المئة فقط من الشعب اللبناني. وكان لبنان حينها يرزح تحت الاحتلال. ردة الفعل الفورية على المبادرة اتت من جمعية مصارف لبنان التي شنّت حملة على ميشال الفترياديس مهددة بتحريك النيابة العامة المالية ضده والمطالبة بتوقيفه لأنه يسبب، بحسب رأي المدعية - خطراً على الاستقرار المالي في لبنان.

## الوزارة
في فبراير 2021 ، تحدث الرئيس اللبناني ميشال عون عن إفترياديس كوزير للثقافة أو وزير السياحة. وسلم وثيقة لرئيس الوزراء سعد الحريري سمى فيها ميشال الفتيريادس.

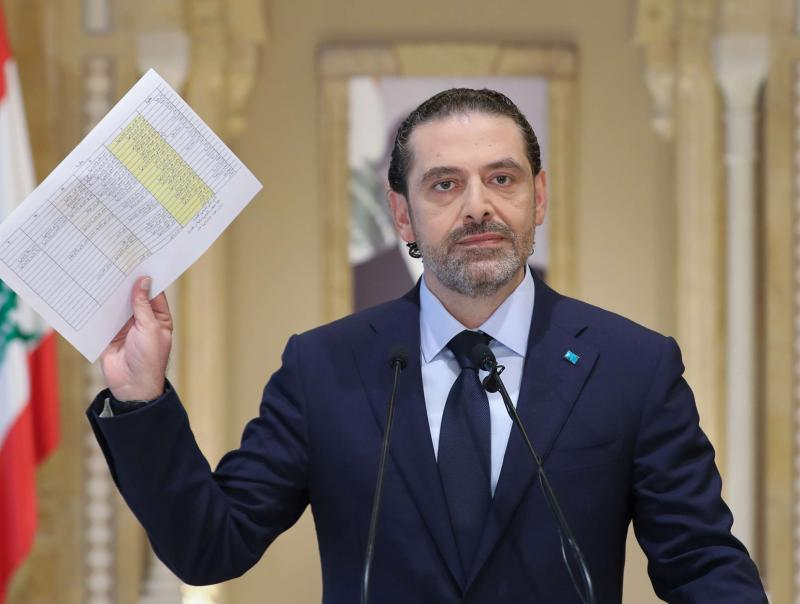
رئيس مجلس الوزراء سعد الحريري يعرض قائمة الوزراء المقترحة

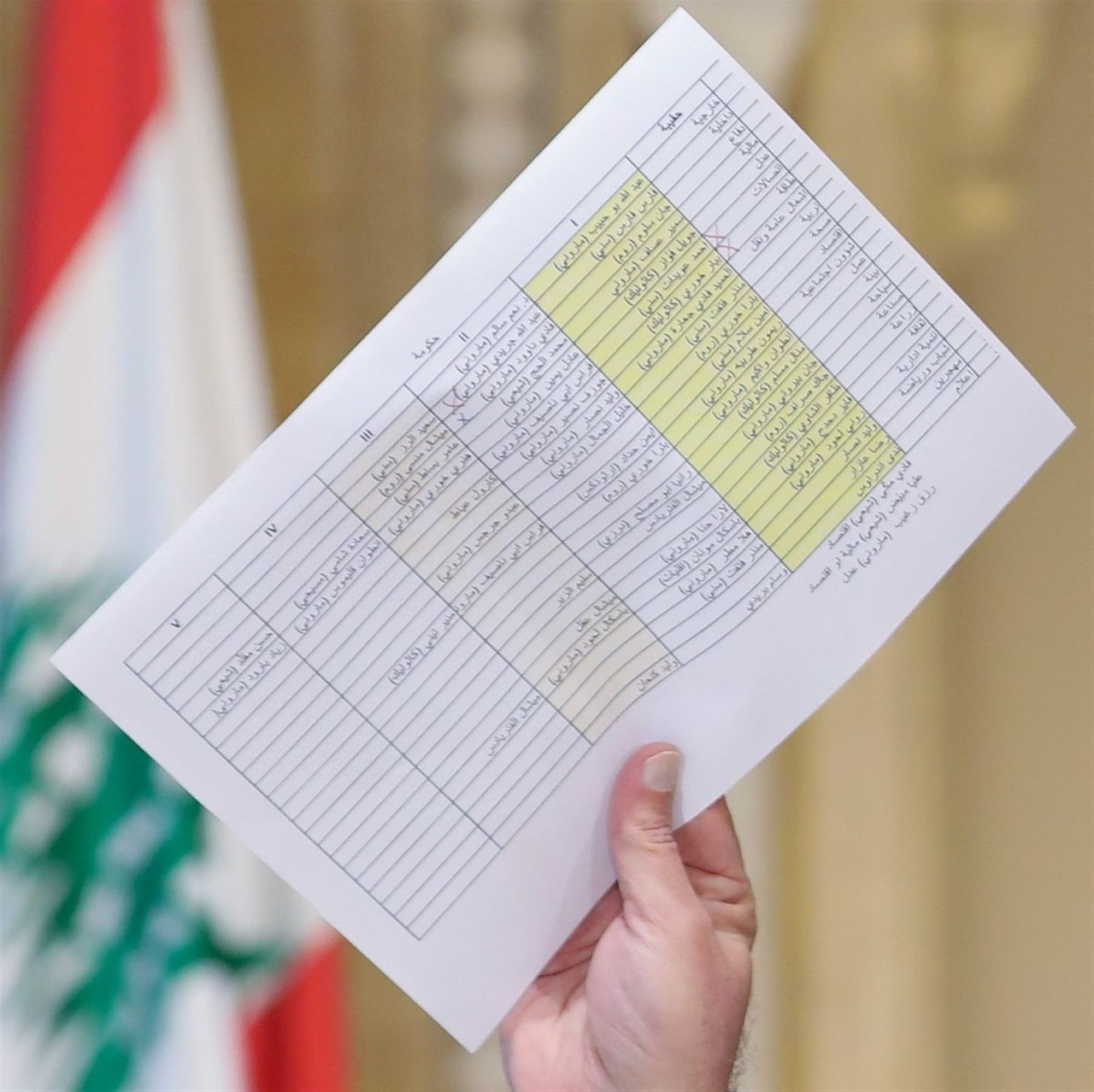
قائمة الوزراء المقترحين

## حب الغجر
بفضل حبه الشديد للشعوب والمجتمعات العرقية وكونه يؤمن أنه لا ينتمي إلى أي مكان وإلى جميع الأمكنة في آن واحد، لطالما شعر ميشال ألفتريادس أنه قريب جداً من الشعب الروما (الغجر). فتعلم لغتهم، ما جعله ينال ثقة مجتمعات الغجر العرب وعمل لصالحهم وطور علاقات مع ناشطين من الغجر من حول العالم والتقى الدكتور إميل تشوكا الذي كان حينئذ رئيس اتحاد الروما الدولي. منذ ذلك الوقت، يحمل قضية الغجر ويدافع عنها مع عدة قادة عرب للمساهمة في تحسين شروط عيش الغجر العرب. يتم إبلاغه دائماً فور وقوع أي نزاع بين الغجر والغاجو (الناس من غير الغجر) في لبنان وسوريا فيعمل على استقطاب وسائل الإعلام لتغطية الحدث إعلامياً والضغط على السياسيين بهدف حلّ الأزمة على وجه السرعة.

## نويرستان
في إطار بحثه عن عالم عادل وأفضل تطغى فيه مفاهيم العدالة والحرية والمساواة... قرر ميشال ألفتريادس وضع مقاربة جديدة اجتماعية وفلسفية وحتى سياسية وثقافية لأمة جديدة أطلق عليها اسم «نويرستان» (أرض اللإمكان).
حاز حفل إعلان إمبراطورية نويرستان الكبرى على دعم منظمة الأمم المتحدة من خلال حضور الممثل الشخصي لأمين عام منظمة الأمم المتحدة ووزير الثقافة اللبناني. أيّد عدد من المفكرين العرب مفهوم نويرستان وقدم آلاف المرشحين من حول العالم طلبات للحصول على الجنسية.

## روابط خارجية
- ميشال ألفتريادس على موقع ميوزك برينز (الإنجليزية)